# Siglo de Oro Valenciano

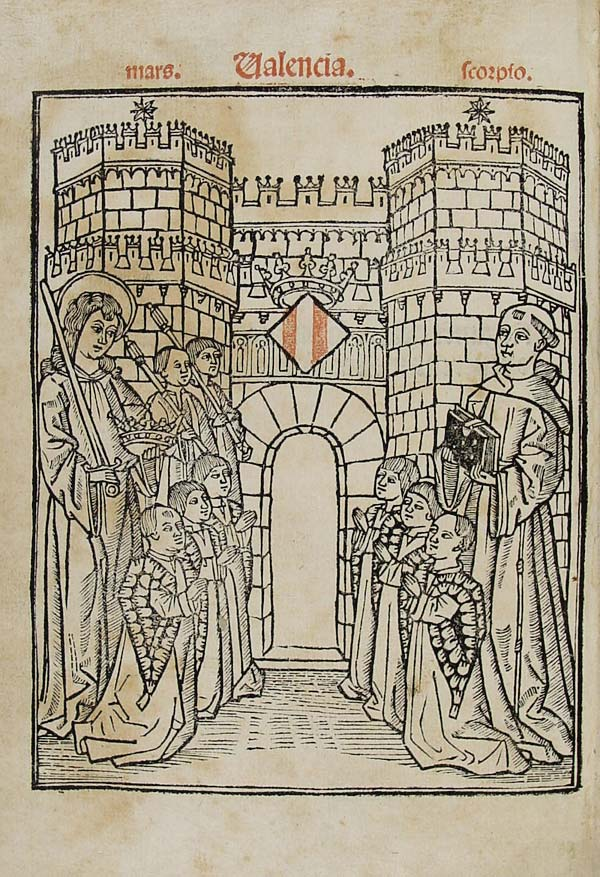
Portada de la edición impresa del Regiment de la Cosa Pública (incunable de 1499) de Francesc Eiximenis en el que aparece el autor ofreciendo la obra a los seis jurados de la ciudad de Valencia, arrodillados. Al fondo las Torres de Serranos (construidas en la última década del) con el escudo de la urbe. A la izquierda el ángel Custodio que probablemente se convirtió en patrón de la ciutat i regne por influencia del Llibre dels àngels del propio Eiximenis.

El Siglo de Oro Valenciano (también, Siglo de Oro de las letras valencianas) corresponde a un periodo histórico que abarca las décadas finales del siglo XIV y el siglo XV, en el que el Reino de Valencia, y especialmente su cap i casal (la ciudad de Valencia), vivió un gran esplendor cultural, relacionado estrechamente con el notable desarrollo económico alcanzado durante ese tiempo, hasta convertirse, sobre todo durante la segunda mitad del Cuatrocientos, en el referente cultural, y también económico, de la Corona de Aragón, en sustitución de Barcelona, inmersa como el resto del Principado de Cataluña en una larga y cruenta guerra civil.
En el terreno literario, el filólogo valenciano Antoni Ferrando ha situado el Siglo de Oro «entre 1383, año en que Francesc Eiximenis dedica el Regiment de la Cosa Pública a los Jurados de Valencia, y 1500, fecha de publicación del último volumen de Lo Cartoixà, en versión de Joan Roís de Corella —por poner dos hitos literarios muy significativos—». Durante ese tiempo «transcurre un siglo largo en el que el joven Reino de Valencia produce unas obras literarias de primer orden, sólo comparables con las mejores de Europa». «Coincide con una época de prosperidad económica, estabilidad social y relaciones fecundas con Italia, tanto en los planos comercial y político como en el el más estrictamente cultural», añade Ferrando.

## Contexto socioeconómico: la pujanza de la ciudad de Valencia
En el siglo XV culminó el crecimiento económico y demográfico experimentado por el reino de Valencia desde su fundación dos siglos antes, aunque la depresión de la segunda mitad del siglo XIV provocada por el impacto de la peste negra también le afectó, especialmente a las comarcas septentrionales y centrales que vieron disminuir su población. No ocurrió lo mismo con el cap i casal del reino, la ciudad de Valencia, que incrementó de forma espectacular el número de sus habitantes hasta convertirse a finales del Cuatrocientos en una de las ciudades más pobladas de la península ibérica e incluso de todo el continente europeo. A lo largo de esa centuria, Valencia se convirtió en un gran centro comercial y financiero, en cuyo puerto hacían escala los barcos que cubrían las rutas del Mediterráneo occidental y donde tenían abiertas representaciones permanentes numerosas compañías y sociedades de toda Europa. Así, Valencia acabó asumiendo el liderazgo de la Corona de Aragón que hasta entonces había ostentado Barcelona, en declive a causa de la larga guerra civil catalana (1462-1472) —de hecho Valencia recibió buena parte de su tráfico marítimo—.

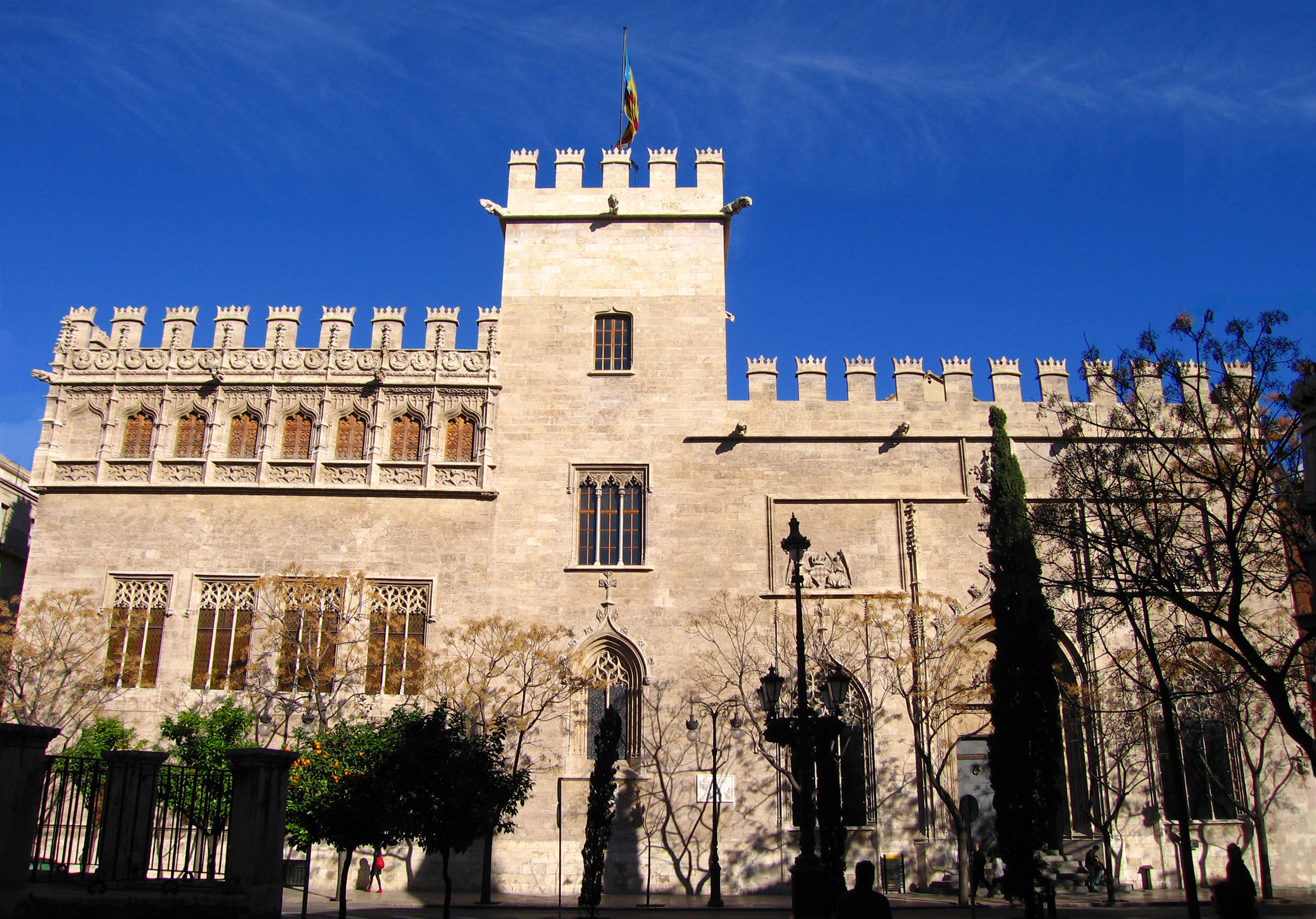
Fachada de la Lonja de Valencia, el edificio civil más importante y representativo de la pujanza de Valencia en el.

Como ha señalado Antoni Furió, «el progreso material y la promoción política se tradujeron en una gran efervescencia cultural, estimulada igualmente por el carácter cosmopolita de la capital, que recogía gentes de todas partes, y por los contactos regulares con el exterior, sobre todo con la península italiana, desde donde irradiaban las nuevas corrientes humanistas y renacentistas. No es extraño, pues, que fuese en Valencia donde fructificasen los grandes nombres de la literatura catalana, muchos de los cuales habían acompañado a Alfons el Magnànim en su aventura italiana, o por donde entrase la imprenta en la península, introducida por tipógrafos alemanes; ni que la prosperidad y el esplendor dejasen también su huella en la magnificencia de las construcciones civiles y religiosas de la época».

## Esplendor literario

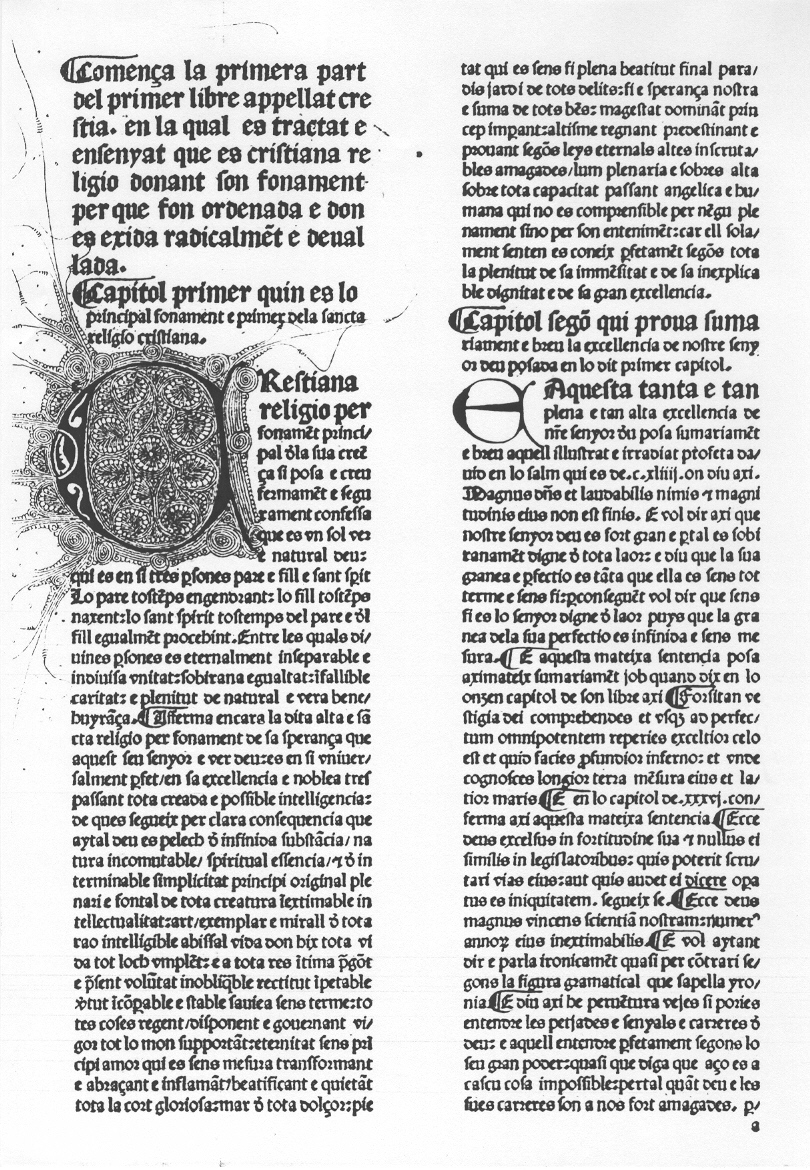
Primera página de la versión impresa del primer volumen de Lo Crestià de Francesc Eiximenis (Valencia, Taller de Lambert Palmart, 1483). Empieza diciendo: «Comença la primera part del primer libre apellat crestià · en la qual es tractat e ensenyat que es cristiana religió...»

El comienzo del Siglo de Oro literario se suele situar en 1383 con la publicación del Regiment de la Cosa Pública del franciscano gerundense Francesc Eiximenis (c. 1330-1409), seguramente un encargo de los jurados de la ciudad de Valencia, convertida ya en polo de atracción de los escritores de todo el reino y de fuera del mismo (como el propio Eiximenis que venía del Principado de Cataluña). La obra agradó tanto a los jurats que al año siguiente encargaron copias del Regiment para que pudiera ser leída en la Sala de la ciudad y además subvencionaron la continuación de Lo Crestià, una especie de enciclopedia de trece volúmenes (de los que solo llegó a escribir cuatro) con la que pretendía «il·lustrar, endreçar e despertar, adoctrinar e amonestar tot feel crestià» ['ilustrar, ordenar y despertar, adoctrinar y amonestar a todo fiel cristiano']  sobre los principios de su religión. Otra de sus obras fue el Llibre dels àngels que probablemente fue el motivo por el que los jurats decidieron poner la ciudad bajo la protección del Ángel Custodio, considerado desde entonces como uno de los patrones de la «ciutat i Regne». De los «vicios» femeninos se ocupó en el Llibre de les dones. A la reina María le dedicó el Tractat de contemplació o Scala Dei  y a uno de sus máximos protectores, el noble Pere d’Artés, una Vida de Jesucrist.

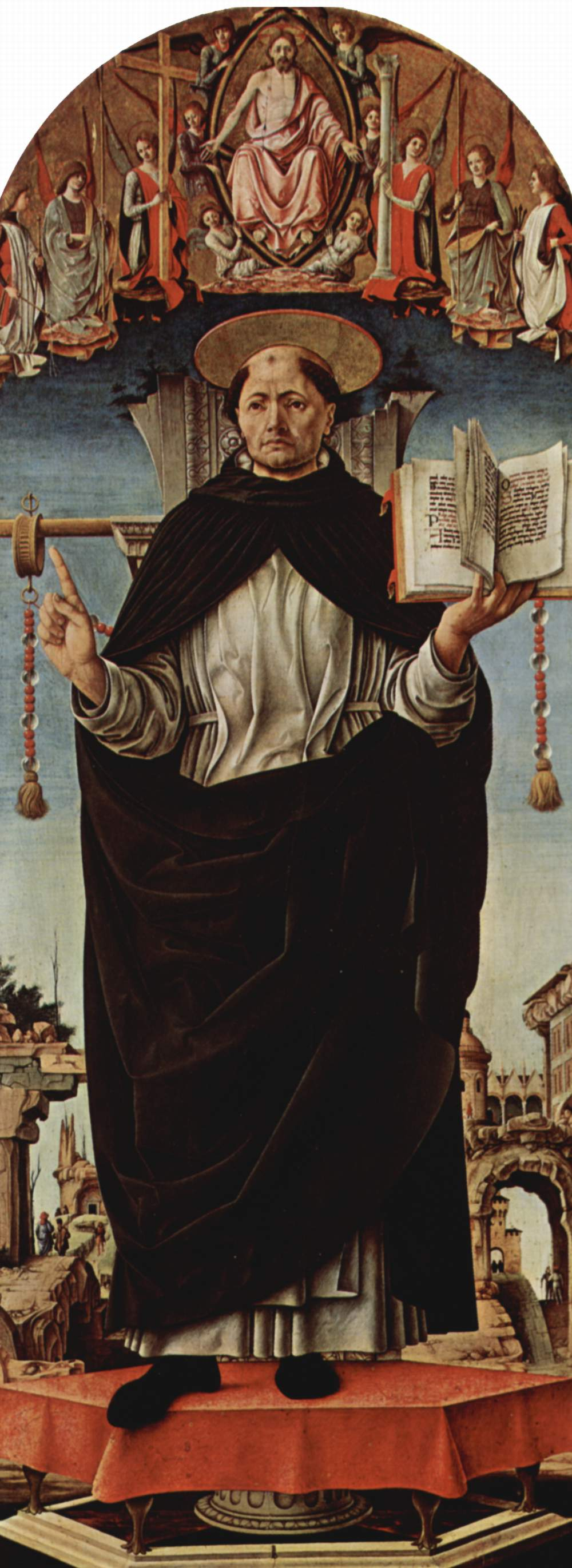
Panel del Políptico Griffoni (Bolonia, 1472-1473) de Francesco del Cossa que representa a Sant Vicent Ferrer. Actualmente en la National Gallery de Londres.

Contemporáneo de Eiximenis fue el dominico Vicent Ferrer (1350-1419), canonizado en 1455 por el papa valenciano Calixto III. A partir de 1395 se dedicó a la predicación dirigida fundamentalmente al poble menut, como él solía denominar a las clases populares, y unos trescientos de sus miles de sermones se publicaron en textos resumidos a partir de las notas que tomaban los escribientes que le acompañaban en sus viajes, no sólo por el reino de Valencia y la Corona de Aragón, sino también por Castilla y otros territorios europeos (de hecho murió en la localidad bretona de Vannes, donde está enterrado). Rechazó la «moda» del humanismo, a diferencia de su discípulo, el también dominico valenciano Antoni Canals (c. 1352-1419), traductor de obras clásicas como los Dictorum factorumque memorabilium de Valerio Máximo y De providentia de Séneca, dirigidas a los «hòmens de paratge» (los nobles) y a las «persones científiques e lletrades» . También tradujo una parte del poema latino Africa de Petrarca con el título Escipió e Aníbal. Su única obra original fue Escala de contemplació dedicada al rey Martín I y que muestra una concepción religiosa medieval, como la de su maestro y la de Eiximenis.
A diferencia de Eiximenis, de Ferrer y de Canals, motivados por sus inquietudes religiosas, el poeta Jordi de Sant Jordi adopta un visión «laica» en su valiosa aunque breve obra poética (murió en 1424 cuando contaba entre 24 o 30 años de edad), que fue elogiada por el poeta castellano Marqués de Santillana, que coincidió con él en la corte de Alfons el Magnànim. «A pesar de moverse todavía dentro de las convenciones trovadorescas y de emplear una lengua occitanizante, los versos de nuestro elegante poeta nos llaman la atención por su sinceridad y su armoniosa dicción», ha señalado el filólogo valenciano Antoni Ferrando. Se trataría «de un autor tocado por el humanismo y al mismo tiempo seducido por el mundo de las caballerías».

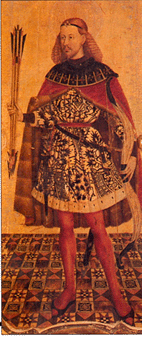
Posible retrato del poeta Ausiàs March. Retablo de San Sebastián de la Colegiata de Játiva, obra de Jacomart.

El también caballero Ausiàs March (1397-1459) coincidió con Jordi de Sant Jordi en la expedición de Alfons el Magnànim a Italia de 1420 pero su vida fue más larga —murió a los 62 años— y por tanto su obra poética fue mucho más extensa. March, que rompió completamente con el lenguaje occitanizante empleado por aquél, está considerado como la figura máxima del Siglo de Oro valenciano —también fue alabado por el Marqués de Santillana— y uno de los poetas más importantes de la lírica europea de todos los tiempos —su obra gozó de gran renombre entre los poetas castellanos del siglo XVI que lo tradujeron e imitaron—. Escribió unos diez mil versos distribuidos en ciento veintiocho poemas, la mayoría de los cuales agrupados en ciclos, de acuerdo con los senyals o pseudónimos que aparecen en las tornades o coplas finales de cada composición. Los más extensos son los que llevan los senyals Llir entre cards y Plena de senys, dirigidos a dos mujeres diferentes. Sin embargo su poema más famoso es el Càntic espirtual, que no es de tema amoroso sino religioso.
La novela de caballerías anónima Curial e Güelfa fue escrita a mediados del siglo XV aunque su existencia no fue conocida hasta finales del siglo XIX. Se ha discutido quién fue su autor pero, según Antoni Ferrando, «la convergencia y la acumulación de una serie de preferencias léxicas o variantes formales (plegar, amprar, espill, sancer, oronella, vesparada, marjal, mentira, pegar, acurtar, etc.) delatan la procedencia valenciana del mismo».

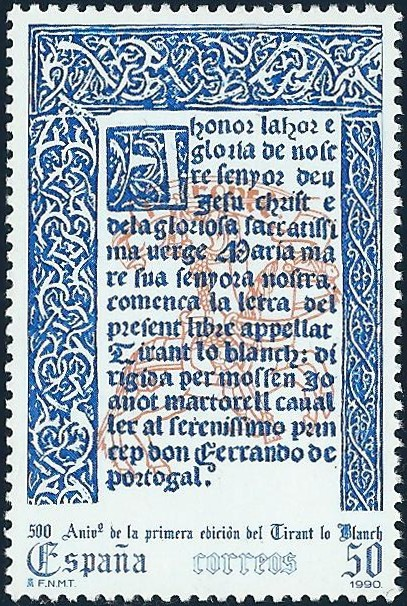
Sello de Correos conmemorativo del 500 aniversario de la publicación en 1490 del Tirant lo Blanc que reproduce la dedicatoria de la obra que aparecía en la parte superior de la primera columna de la primera página.

La que sí fue conocida —y aclamada— en su momento fue la novela, también de caballerías, Tirant lo Blanc escrita por el caballero Joanot Martorell, aunque cuando murió en 1468 no la había terminado, por lo que fue acabada —y retocada— por Martí Joan de Galba —y no se sabe si por alguien más—. Se publicó en 1490 y en seguida se convirtió en el libro más leído en Valencia y en Barcelona, siendo traducida en 1501 al italiano y en 1511 al castellano. El humanista valenciano Luis Vives desaconsejó su lectura por inmoral, pero cien años después Miguel de Cervantes lo consideró «el mejor libro del mundo» y Shakespeare se inspiró en algún episodio para su obra Much Ado About Nothing.

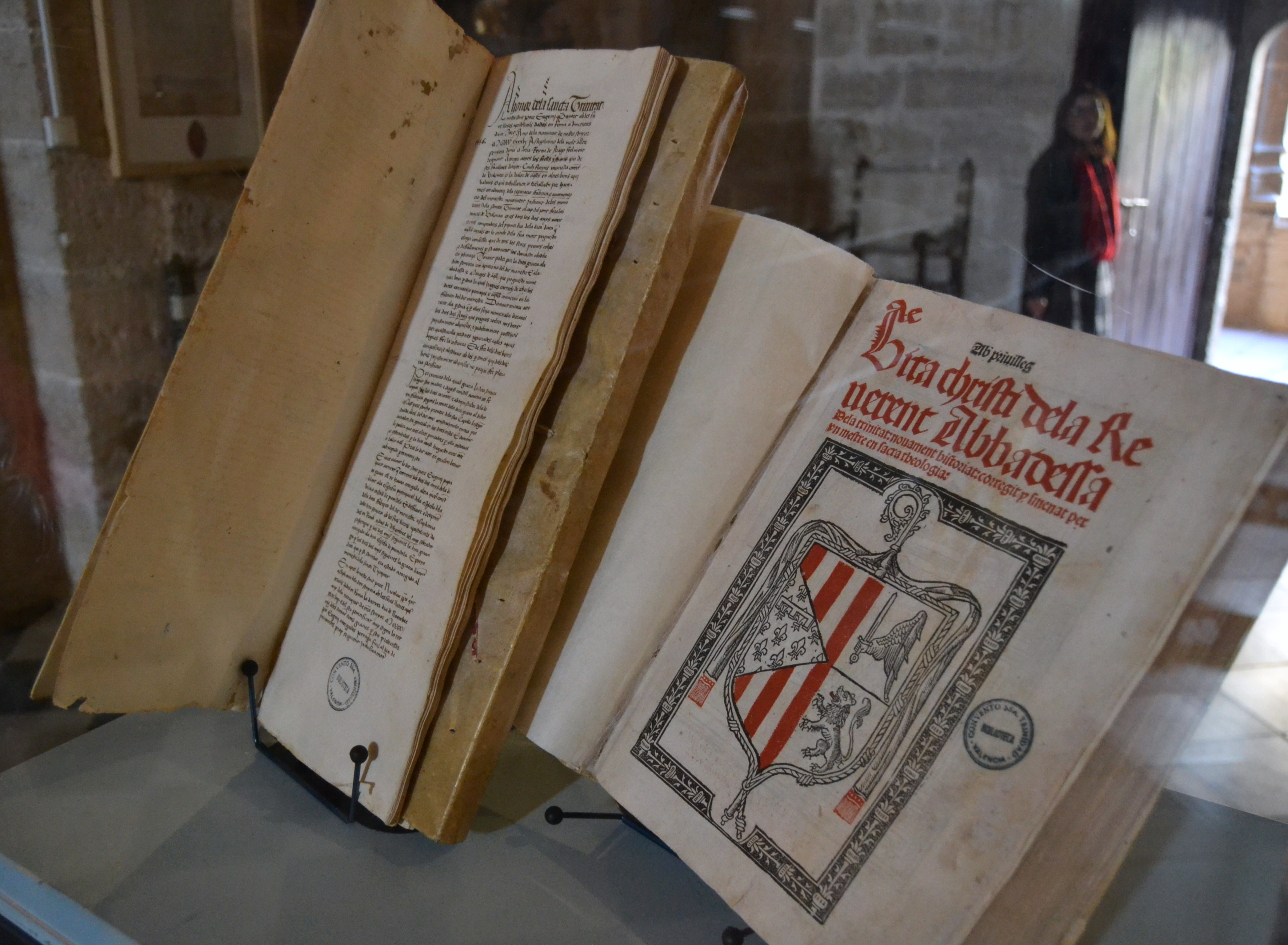
Primera página de la Vita Christi de sor Isabel de Villena, abadesa del monasterio de la Trinitat de Valencia. Escrita «en romanç perquè los simples e ignorants puguen saber e contemplar la vida e mort de nostre Redemptor e Senyor Jesús», fue impresa en 1497 nueve años después de su muerte por iniciativa de la reina Isabel la Católica.

En el año 1460 en que Joanot Martorell comenzó a escribir el Tirant, el médico y consejero de Valencia Jaume Roig (c.1400-1478) acababa Espill, una obra compuesta por 16 000  versos muy cortos, de cuatro sílabas y que recoge el habla coloquial de la Huerta de Valencia. En realidad se trata de una novela en verso, plagada de anécdotas divertidas, que en gran parte constituye una diatriba contra todas las mujeres, que son caracterizadas como viles, mentirosas y crueles, con las únicas excepciones de su esposa, Isabel Pellicer, y la Virgen María. La réplica «feminista» se la dio sor Isabel de Villena, abadesa del monasterio de la Trinitat de Valencia (1460-1490), en su Vita Christi, escrita «en romanç perquè los simples e ignorants puguen saber e contemplar la vida e mort de nostre Redemptor e Senyor Jesús», y que fue impresa en 1497 (nueve años después de su muerte) por iniciativa de la reina Isabel la Católica y reeditada pocos años después. Aunque obviamente tiene como protagonista a Jesús de Nazaret, «la perspectiva femenina adquiere una especial significación en la simpatía con la que trata a las mujeres de los Evangelios, sobre todo a María Magdalena y en el protagonismo que les atribuye al concederles más del 80 por cien del texto», ha señalado Antoni Ferrando.
El siglo de oro de las letras valencianas se cierra con Joan Roís de Corella (c.1433-1497), el tercer gran poeta valenciano del siglo XV, junto con Jordi de Sant Jordi y Ausiàs March. Fue conocido tanto por sus poemas amorosos, muy leídos por las damas valencianas, entre los que se puede citar la Balada de la garsa i l'esmerla, como por sus obras religiosas entre las que la Oració a la Santíssima Verge Maria fue posiblemente la más conocida. Participó en el certamen poético organizado en 1474 por Bernat Fenollar que dio lugar a las Obres e trobes en llaors de la Verge Maria, el primer libro literario impreso en la península ibérica. Entre sus obras profanas, inspiradas sobre todo por Ovidio y Bocaccio, destacó la Tragèdia de Caldesa. Como prosista religioso tradujo el Libro de los Salmos (un Salteri también muy leído por las señoras valencianas) y la Vitha Christi del cartujo Ludolfo de Sajonia que se publicó con el título de Lo Cartoixà entre 1495 y 1500, considerada la última obra de siglo de oro valenciano.

### Unidad de la lengua y «particularismo onomástico»
A mediados de la década de 1350, conseguida la unión foral en 1329-1330 y superada la crisis de la Unió de 1347-1348, se extendió el uso del gentilicio «valencians» (valencianos) para referirse al conjunto de los habitantes del reino de Valencia, sustituyendo a las expresiones indeterminadas utilizadas hasta entonces como «regnicolis regni Valencie», «habitadors del regne de València» o «los del regne de València». En la documentación aparece profusamente («celebràs Corts generals als valencians», «les Corts per ell començades de celebrar als valencians», «demanàs graciosament ajuda als valencians per la guerra», «per demanar ajuda e secors als valencians», etc.), y en muchas ocasiones al lado de los otros gentilicios de la misma Corona (cuya aparición era muy anterior): «aragonesos e valencians», «cathalans e valencians», «aragonenses, cathalani et valentini» (en latín), etc. Como ha señalado Antoni Ferrando, «siglo y medio después de la creación del Reino de Valencia, los descendientes de los repobladores llegados de Cataluña y Aragón habían dejado de sentirse catalanes y aragoneses y se complacían en proclamar su condición de valencianos». Según Ferrando «quien quizá expresó mejor este sentimiento fue precisamente un gerundense recién llegado al cap i casal, Francesc Eiximenis». En su dedicatoria del Regiment de la Cosa Pública escribió:

[Tot i que] sia vengut e eixit per la major partida de Catalunya, e li sia al costat, emperò no es nomena Poble Català, ans per especial privilegi ha propi nom e es nomena Poble Valencià.
[Aunque] haya venido y salido en su mayor parte de Cataluña, y esté al lado, empero no se denomina Pueblo Catalán, sino que por especial privilegio tiene nombre propio y se denomina Pueblo Valenciano.

Este sentimiento identitario valenciano, expresado por Eiximenis, también se trasladó al nombre de la lengua en lo que Antoni Ferrando ha denominado «particularismo onomástico». Hasta la última década del siglo XIV el término utilizado había sido el de català, junto con otras denominaciones más genéricas como romanç, pla o vulgar. A partir de esa fecha aparece el término «llengua valenciana» —el primer escritor en emplearlo fue Antoni Canals en 1395—, sin que su uso, como han destacado varios historiadores como Ferrando o Agustín Rubio Vela, signifique que se considerara una lengua diferente al catalán. «Queda fuera de toda duda de que los que la utilizaban [la denominación llengua valenciana] lo hicieran con intención de negar la unidad de la lengua», ha afirmado Rubio Vela. «No se trata de una afirmación nuestra, sino de una realidad objetiva que aflora, a veces de manera contundente e inequívoca, en los textos de la época... que se refieren a la lengua de los valencianos como catalana o valenciana», añade Rubio Vela. Por ejemplo, en el proceso de beatificación de Vicente Ferrer se dice en numerosas ocasiones que predicaba en catalán o valenciano [in sua vulgare idiomate Catalonie seu Valentino], e incluso, algunos testigos declararon que la lengua materna del futuro santo, nacido en Valencia, era el catalán (ydioma cathalonicum). Otro ejemplo es la obra de Eiximenis que cuando llegó a Valencia con 56 años desde su Gerona natal siguió escribiendo en la misma lengua que había utilizado siempre. De hecho durante muchos siglos a Eiximenis se le consideró valenciano y nadie sospechó de su origen catalán. De los miles de palabras utilizadas en el Tirant lo Blanc solo unas pocas pueden ser consideradas como «valencianismos», a pesar de que su autor Joanot Martorell en su dedicatoria dice que lo traduce en lengua «vulgar valenciana, per ço que la nació d'on io só natural se'n puixa alegrar» [lengua 'vulgar valenciana, para que la nación de la que yo soy natural se pueda alegrar de ello']. «Los textos de la época ratifican un hecho incontrovertible, demostrado hasta la saciedad: la idea de que la lengua hablada por catalanes y valencianos era una sola, independientemente del nombre que se utilizara para referirse a ella... Gaspar Escolano afirmó sin tapujos: "... con ser la mesma que la Catalana..."», concluye Agustín Rubio Vela.
Además Antoni Ferrando ha destacado que «la mayoría de los escritores valencianos de los siglos XIV y XV son de origen catalán. Lo son los de primera fila: sant Vicent Ferrer era hijo de un mercader de Palamós; Jaume, Pere y Ausiàs March descendían de una familia de Barcelona; los Martorell probablemente eran oriundos de la villa catalana del mismo nombre; los antepasados de Joan Olzina y de Bernat Fenollar procedían de la Cataluña occidental, y lo son también los de segunda fila, Lluís de Vilarrassa, Berenguer de Vilaragut, Jordi Centelles, Narcís Vinyoles, Jaume Gassull, Francesc Barceló, Francesc de Castellví, etc.». La excepción era Joan Roís de Corella, cuya familia inmigrada a Valencia poco después de la conquista procedía del Reino de Navarra.

## Difusión de la imprenta
La ciudad de Valencia tuvo un protagonismo fundamental en la difusión de la imprenta llegando a ser a finales del siglo XV el primer centro editorial de la Monarquía Hispánica. El primer taller fue una iniciativa de los comerciantes germanos Jacobo y Felipe Vitzlán, que habían venido a Valencia como representantes de una compañía de Ravensburg. Al frente del mismo estaba el  maestro impresor Lambert Palmart que en el año 1474 publicó Obres e trobes en llaors de la Verge Maria, que es considerado como el primer libro literario en lengua vulgar impreso en la península ibérica —el primero, incluyendo todo tipo de géneros, fue el Sinodal de Aguilafuente, impreso en Segovia dos años antes—. Lambert Palmart también publicó más de una veintena de obras, entre ellas el diccionario latino Comprehensorium vel vocabularius ex alliis collectus de Juan Gramático (la primera obra de la península en cuyo colofón aparece la fecha de conclusión, 23 de febrero de 1475), la Cosmographia sive de situ orbis de Pomponio Mela y la Tertia pars de la Summa Theologica de Tomás de Aquino. También imprimió, en colaboración con el castellano Alonso Fernández de Córdoba, la Biblia Valenciana —traducción de la Biblia realizada por fray Bonifacio Ferrer— que sería destruida por orden de la Inquisición por estar en «lengua vernácula».

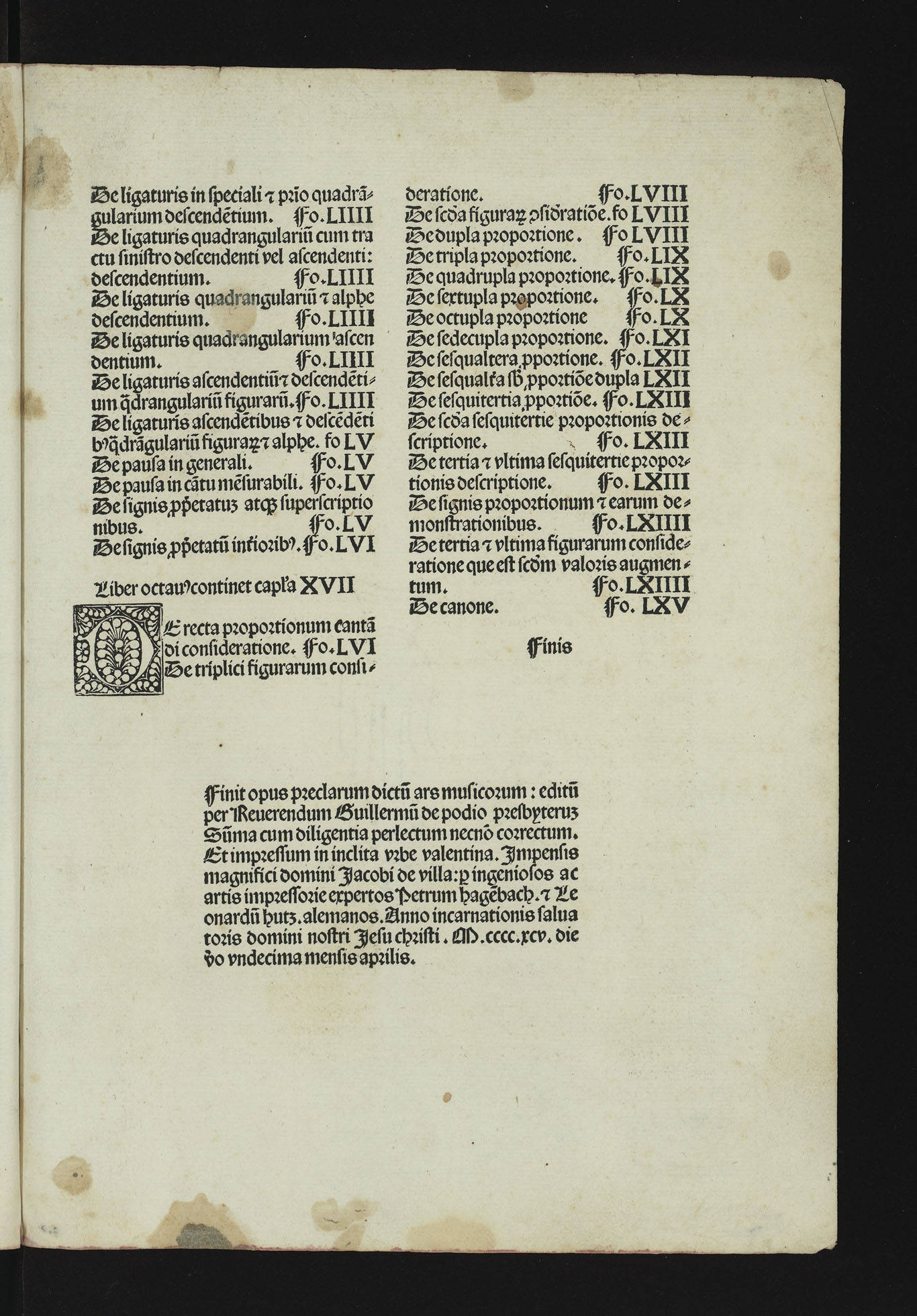
Última página con el colofón del Ars Musicorum de Guillem Despuig impreso en 1495 en el taller de Pedro Hagenbach y Leonardo Hutz.

La tradición de la imprenta pronto llegaría a crecer y el número de talleres de Valencia por esas fechas fue superior al de cualquier otra ciudad de la Monarquía Hispánica, llegando a acoger a numerosos impresores extranjeros, alemanes, suizos, franceses, etc. atraídos por las posibilidades para el desarrollo de esta pujante industria. Entre ellos destacan el alemán Pedro Hagenbach, asociado al también alemán Leonardo Hutz, que durante los cinco años que estuvo en Valencia —se trasladó a Toledo en 1498— imprimió diez obras (entre ellas Imitatio Christi et de contemptu mundi y Meditationes vitae Christi, ambas en valenciano, y Opus grammaticae de Juan de Miravet y Ars musicorum de Guillem Despuig). También Nicolás Spindeler, impresor del Tirant lo Blanc (1490); Lope de la Roca, cuyo nombre verdadero era Wolf von Stein, impresor de Lo Cartoixà de Joan Roís de Corella; y Cristóbal Cofmán, impresor del Regiment de la Cosa Pública de Francesc Eiximenis.
Según Antoni Furió, «si en los primeros diecisiete años (1473-1489) se editaron 24 títulos —16 de latín y 8 en catalán—, en los siete siguientes (1490-1496) (1490-1496), se publicaron 38 —16 y 21, respectivamente, y uno, ya, en castellano. Y las tiradas pasaron muy pronto de los trescientos ejemplares a los dos mil. Del Tirant, para cuya primera edición, en 1490, se habían contratado inicialmente cuatrocientos, se tiraron finalmente 715».

## Final del Siglo de Oro e inicio del proceso de sustitución lingüística

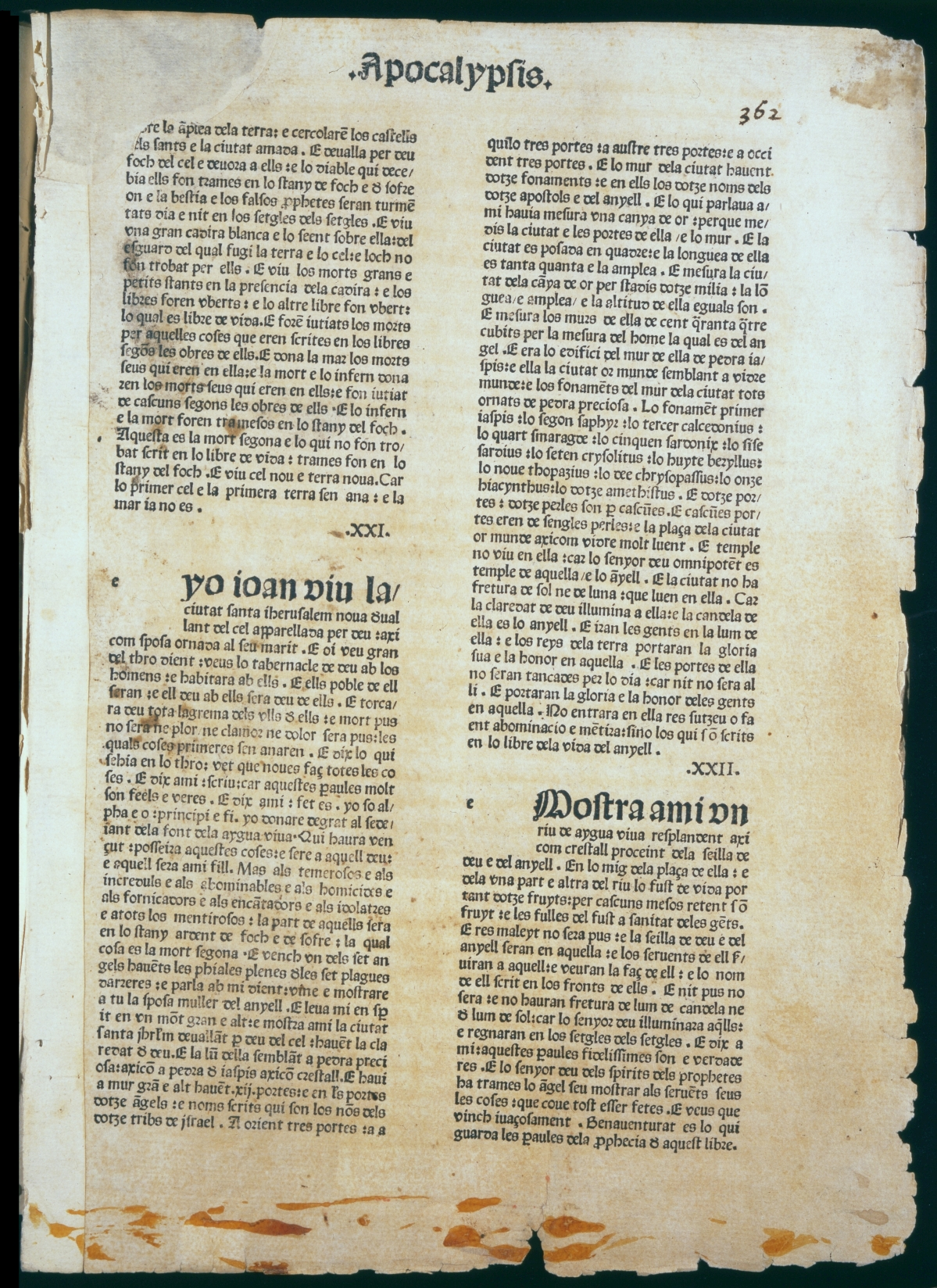
Una de las pocas páginas que se han conservado de la Biblia Valenciana de fray Bonifacio Ferrer cuyos ejemplares fueron destruidos en 1498 por orden de la Inquisición, implantada en Valencia desde 1481.

Como ha señalado Antoni Ferrando después de la muerte en 1497 de Joan Roís de Corella «el ambiente literario del cap i casal cambia radicalmente. Ya no queda en Valencia ningún aristócrata de talla que cultive literariamente el valenciano. Una nueva realidad, la Monarquía hispánica de los Reyes Católicos, un eficaz instrumento a su servicio, la Inquisición, introducida en Valencia en 1481, y, como consecuencia del descubrimiento de América, la sustitución de Valencia por Sevilla como la nueva capital marítima de la península, hacen entrar en crisis a la literatura autóctona». Ferrando señala como hitos significativos la destrucción en 1498 de todos los ejemplares de la Biblia valenciana atribuida a fray Bonifacio Ferrer, el exilio del humanista judeoconverso Luis Vives para huir de la hoguera de la Inquisición (que acabó con la vida de sus padres y de la mayoría de sus parientes) y la publicación en 1511 de Cancionero general de Hernando del Castillo, una obra escrita en castellano, que será la nueva lengua culta utilizada por la aristocracia y el patriciado urbano, dando comienzo así al conflicto lingüístico valenciano, es decir, al proceso de sustitución lingüística del valenciano por el castellano.
En los comienzos del «repliegue cultural y lingüístico», Antoni Furió le concede un papel relevante a la Inquisición, cuya actuación, aunque su propósito era religioso —asegurar la uniformidad religiosa de la nueva monarquía hispánica—, «tuvo efectos colaterales sobre la cultura de la época y contribuyó, con la represión de autores, editores y obras a empobrecer el panorama intelectual de la Valencia de la primera edad moderna». Joan Roís de Corella y el Tirant lo Blanc fueron objeto de las sospechas inquisitoriales, aunque el caso más paradigmático tal vez fuera el del médico y escritor Lluís Alcanyís, que murió en la hoguera en 1506, después de haber pasado tres años en la prisión. Sin embargo, Furió considera que no fue el único factor y señala también el debilitamiento del patriciado urbano y de la pequeña nobleza, que habían sido los grupos sociales que habían sostenido el Siglo de Oro como lectores —y de cuyo seno habían salido la mayoría de los autores—, como consecuencia de la «nueva condición periférica de Valencia en el seno de la monarquía y del imperio hispánicos», y también «la infiltración de algunos granes linajes de la aristocracia castellana en el mapa señorial valenciano y la implicación de las grandes familias valencianas en los engranajes de la monarquía hispánica». La consecuencia de todo ello fue que del Siglo de Oro se pasó «a una producción [literaria] cortesana, aristocratizante, cada vez más castellanizada y sin figuras relevantes». Si entre 1473 y 1506 solo se publicaron 5 libros en castellano (49 en valenciano), entre 1510 y 1524 fueron 42, por encima de los 27 publicados en valenciano.